# Cuphea impatientifolia
Cuphea impatientifolia är en fackelblomsväxtart som beskrevs av St.-hil.. Cuphea impatientifolia ingår i släktet blossblommor, och familjen fackelblomsväxter. Inga underarter finns listade i Catalogue of Life.